# Pëtr Alekseevič Golicyn
Principe Pëtr Alekseevič Golicyn, in russo Пётр Алексеевич Голицын? (1660 – Kiev, 1722), è stato un nobile russo.

## Biografia
Era il figlio di Aleksej Andreevič Golicyn (1632-1694) e di sua moglie, la principessa Irina Fëdorovna Chilkova (?-1698).

## Carriera
Nel 1684 divenne uno steward. Nel 1698 partì per Venezia per studiare marineria.
Il 4 gennaio 1701 venne inviato a Vienna, come ministro, con il compito di negoziare con l'imperatore del Sacro Romano Impero, di mediare tra la Russia e la Svezia, ma inutilmente. Nel 1706 tornò in Russia.
Nel 1708 venne nominato primo governatore di Arcangelo. Il 22 febbraio 1711 fu nominato senatore. Il 16 gennaio 1712 fu nominato comandante in capo della guarnigione di Mosca.
Il 24 aprile 1713 fu nominato governatore di Riga. Nel 1718 firmò la condanna a morte il figlio dello zar Aleksej Petrovič Romanov, nonostante il fatto che sosteneva le sue idee.
Il 9 aprile 1719 fu nominato governatore di Kiev.

## Matrimoni
Sposò, in prime nozze, Anastasija Ivanovna Vorotynskaja (?-1691), cugina di secondo grado di Pietro I. Non ebbero figli.
Sposò, in seconde nozze, Dar'ja Lukinišna Ljapunova (?-1715). Non ebbero figli.
Sposò, in terze nozze, la contessa Elizaveta Ivanovna Musin-Puškin, pronipote del patriarca Gioacchino. Non ebbero figli.

## Morte
Morì nel 1722 a Kiev.

## Onorificenze
| Controllo di autorità | VIAF (EN) 139153001 · ISNI (EN) 0000 0000 9454 2177 · CERL cnp01271996 · GND (DE) 142285994 |